# 1997년 일본 프로 야구 올스타전
1997년 일본 프로 야구 올스타전은 1997년 7월 23일과 7월 24일에 열린 일본 프로 야구의 올스타전 경기이다. 정식 명칭은 1997 산요 올스타 게임(1997 サンヨー オールスターゲーム, 1997 SANYO ALL STAR GAME).

## 개요
전년도 일본 시리즈 정상에 오른 오릭스 블루웨이브의 오기 아키라 감독이 퍼시픽 리그 올스타팀을 지휘했고 전년도에 센트럴 리그 역전 우승을 이룬(일명 ‘메이크도라마’) 요미우리 자이언츠의 나가시마 시게오 감독이 센트럴 리그 올스타팀을 지휘했다.
1차전에서는 마쓰이 가즈오(세이부)의 올스타전 데뷔 무대였는데 2번 타자 겸 유격수로서 선발 출전을 이뤘다. 안타로 출루하면 곧바로 도루를 성공시키는 빠른 발로 한 경기 4개의 도루를 성공시켜 센트럴 올스타팀의 포수 후루타 아쓰야(야쿠르트)와 다니시게 모토노부(요코하마)를 당황하게 만들었다. 2차전에서는 자유 계약 선수로 퍼시픽 리그의 세이부에서 센트럴 리그 팀인 요미우리로 이적한 ‘축제남’ 기요하라 가즈히로가 센트럴 올스타팀의 주포로서 2개의 홈런을 때려내 자신으로서는 6번째의 올스타전 MVP를 수상했다.

## 출장 선수
| 센트럴 리그 | 센트럴 리그        | 센트럴 리그 | 센트럴 리그 |
| ----------- | ------------------ | ----------- | ----------- |
| 감독        | 나가시마 시게오    | 요미우리    |             |
| 코치        | 호시노 센이치      | 주니치      |             |
| 코치        | 미무라 도시유키    | 히로시마    |             |
| 투수        | 구와타 마스미      | 요미우리    | 8           |
| 투수        | 야마모토 마사      | 주니치      | 5           |
| 투수        | 선동열             | 주니치      | 첫 출장     |
| 투수        | 오노 유타카        | 히로시마    | 10          |
| 투수        | 사와자키 도시카즈  | 히로시마    | 첫 출장     |
| 투수        | 야마우치 야스유키▲ | 히로시마    | 2           |
| 투수        | 요시이 마사토      | 야쿠르트    | 4           |
| 투수        | 다바타 가즈야      | 야쿠르트    | 2           |
| 투수        | 사사키 가즈히로    | 요코하마    | 5           |
| 투수        | 야부 게이이치      | 한신        | 4           |
| 포수        | 후루타 아쓰야      | 야쿠르트    | 8           |
| 포수        | 다니시게 모토노부  | 요코하마    | 2           |
| 1루수       | 기요하라 가즈히로  | 요미우리    | 12          |
| 2루수       | 와다 유타카        | 한신        | 7           |
| 3루수       | 에토 아키라        | 히로시마    | 4           |
| 유격수      | 구지 데루요시      | 한신        | 4           |
| 내야수      | 다쓰나미 가즈요시  | 주니치      | 6           |
| 내야수      | 노무라 겐지로      | 히로시마    | 7           |
| 내야수      | 이시이 다쿠로      | 요코하마    | 2           |
| 내야수      | 고마다 노리히로    | 요코하마    | 5           |
| 내야수      | R. 로즈            | 요코하마    | 2           |
| 외야수      | 마쓰이 히데키      | 요미우리    | 4           |
| 외야수      | 신조 쓰요시        | 한신        | 2           |
| 외야수      | 가네모토 도모아키  | 히로시마    | 3           |
| 외야수      | D. 호지            | 야쿠르트    | 첫 출장     |
| 외야수      | 이나바 아쓰노리    | 야쿠르트    | 첫 출장     |
| 외야수      | 스즈키 다카노리    | 요코하마    | 첫 출장     |
| 외야수      | 하루 도시오        | 요코하마    | 첫 출장     |
| 외야수      | 히야마 신지로      | 한신        | 첫 출장     |
| 외야수      | 히라쓰카 가쓰히로▲ | 한신        | 첫 출장     |

| 퍼시픽 리그 | 퍼시픽 리그       | 퍼시픽 리그 | 퍼시픽 리그 |
| ----------- | ----------------- | ----------- | ----------- |
| 감독        | 오기 아키라       | 오릭스      |             |
| 코치        | 우에다 도시하루   | 닛폰햄      |             |
| 코치        | 히가시오 오사무   | 세이부      |             |
| 투수        | 구도 기미야스     | 다이에      | 6           |
| 투수        | 노무라 다카히토   | 오릭스      | 2           |
| 투수        | 고바야시 히로시   | 오릭스      | 첫 출장     |
| 투수        | 호시노 노부유키   | 오릭스      | 7           |
| 투수        | 시모야나기 쓰요시 | 닛폰햄      | 2           |
| 투수        | K. 그로스         | 닛폰햄      | 2           |
| 투수        | 니시구치 후미야   | 세이부      | 2           |
| 투수        | 이시이 다카시     | 세이부      | 첫 출장     |
| 투수        | 도요다 기요시     | 세이부      | 첫 출장     |
| 투수        | 고다 이사오       | 긴테쓰      | 첫 출장     |
| 투수        | 고미야마 사토루   | 지바 롯데   | 4           |
| 투수        | 가와모토 야스유키 | 지바 롯데   | 2           |
| 포수        | 조지마 겐지       | 다이에      | 첫 출장     |
| 포수        | 다카기 다이세이   | 세이부      | 첫 출장     |
| 포수        | 이토 쓰토무       | 세이부      | 14          |
| 1루수       | 오치아이 히로미쓰 | 닛폰햄      | 16          |
| 2루수       | 고쿠보 히로키     | 다이에      | 3           |
| 3루수       | 가타오카 아쓰시   | 닛폰햄      | 2           |
| 유격수      | 마쓰이 가즈오     | 세이부      | 첫 출장     |
| 내야수      | 다나카 유키오     | 닛폰햄      | 8           |
| 내야수      | 스즈키 겐         | 세이부      | 첫 출장     |
| 내야수      | 고사카 마코토     | 지바 롯데   | 첫 출장     |
| 내야수      | 요시나가 고이치로 | 다이에      | 5           |
| 외야수      | 이치로            | 오릭스      | 4           |
| 외야수      | 다구치 소         | 오릭스      | 3           |
| 외야수      | 아키야마 고지     | 다이에      | 13          |
| 외야수      | 이데 다쓰야       | 닛폰햄      | 첫 출장     |
| 외야수      | T. 로즈           | 긴테쓰      | 첫 출장     |

- 굵은 글씨는 팬 투표로 선출된 선수, ▲는 출장 사퇴 선수 발생에 의한 보충 선수.

1. ↑  왼손 제2, 3 손뼈 골절로 인한 부상 때문에 출전 포기, 대체할 선수로는 히라쓰카가 선출됨.
2. ↑  오른발 손배뼈 박리 골절로 인한 부상 때문에 출전 포기, 대체할 선수로는 야마우치가 선출됨.

## 올스타전 경기 결과

### 1차전

#### 스코어
| 팀                                                                   | 1 | 2 | 3 | 4 | 5 | 6 | 7 | 8 | 9 | R | H  | E |
| 센트럴                                                               | 0 | 0 | 0 | 0 | 0 | 0 | 0 | 0 | 0 | 0 | 5  | 1 |
| 퍼시픽                                                               | 0 | 0 | 1 | 1 | 1 | 1 | 0 | 1 | X | 5 | 17 | 0 |
| 승리 투수: 고미야마 사토루(지바 롯데) 패전 투수: 야부 게이이치(한신) |   |   |   |   |   |   |   |   |   |   |    |   |

#### 출장 선수
| 센트럴 | 센트럴 | 센트럴            |
| 타순   | 수비   | 선수              |
| ------ | ------ | ----------------- |
| 1      | (유)   | 노무라 겐지로     |
| 2      | (三)   | 이시이 다쿠로     |
| 3      | (포)   | 후루타 아쓰야     |
| 4      | (우)   | 마쓰이 히데키     |
| 5      | (二)   | R. 로즈           |
| 6      | (지)   | D. 호지           |
| 7      | (一)   | 기요하라 가즈히로 |
| 8      | (좌)   | 가네모토 도모아키 |
| 9      | (중)   | 신조 쓰요시       |
|        | (투)   | 오노 유타카       |

| 퍼시픽 | 퍼시픽 | 퍼시픽            |
| 타순   | 수비   | 선수              |
| ------ | ------ | ----------------- |
| 1      | (우)   | 이치로            |
| 2      | (유)   | 마쓰이 가즈오     |
| 3      | (二)   | 고쿠보 히로키     |
| 4      | (지)   | 요시나가 고이치로 |
| 5      | (좌)   | T. 로즈           |
| 6      | (一)   | 스즈키 겐         |
| 7      | (三)   | 가타오카 아쓰시   |
| 8      | (포)   | 조지마 겐지       |
| 9      | (중)   | 다구치 소         |
|        | (투)   | 구도 기미야스     |

#### 수상 선수
MVP
- 마쓰이 가즈오(세이부)

### 2차전

#### 스코어
| 팀 | 1 | 2 | 3 | 4 | 5 | 6 | 7 | 8 | 9 | R | H | E |
| 퍼시픽 | 0 | 0 | 0 | 0 | 2 | 1 | 0 | 0 | 0 | 3 | 6 | 0 |
| 센트럴 | 0 | 2 | 0 | 3 | 0 | 0 | 0 | 1 | X | 6 | 9 | 0 |
| 승리 투수: 야마모토 마사(주니치) 패전 투수: 니시구치 후미야(세이부) 세이브: 선동열(주니치) 홈런: 센트럴 – 기요하라 가즈히로(요미우리·2회 2점, 4회 2점), 마쓰이 히데키(요미우리·4회 1점) |   |   |   |   |   |   |   |   |   |   |   |   |

#### 출장 선수
| 퍼시픽 | 퍼시픽 | 퍼시픽            |
| 타순   | 수비   | 선수              |
| ------ | ------ | ----------------- |
| 1      | (지)   | 오치아이 히로미쓰 |
| 2      | (유)   | 마쓰이 가즈오     |
| 3      | (좌)   | T. 로즈           |
| 4      | (우)   | 이치로            |
| 5      | (二)   | 다나카 유키오     |
| 6      | (三)   | 가타오카 아쓰시   |
| 7      | (一)   | 스즈키 겐         |
| 8      | (중)   | 이데 다쓰야       |
| 9      | (포)   | 이토 쓰토무       |
|        | (투)   | 니시구치 후미야   |

| 센트럴 | 센트럴 | 센트럴            |
| 타순   | 수비   | 선수              |
| ------ | ------ | ----------------- |
| 1      | (우)   | 이나바 아쓰노리   |
| 2      | (二)   | 다쓰나미 가즈요시 |
| 3      | (포)   | 후루타 아쓰야     |
| 4      | (중)   | 마쓰이 히데키     |
| 5      | (지)   | D. 호지           |
| 6      | (三)   | R. 로즈           |
| 7      | (一)   | 기요하라 가즈히로 |
| 8      | (좌)   | 가네모토 도모아키 |
| 9      | (유)   | 구지 데루요시     |
|        | (투)   | 야마모토 마사     |

#### 수상 선수
MVP
- 기요하라 가즈히로(요미우리)

## 같이 보기
- 일본 프로 야구 올스타전
- 일본 야구 기구(주최)
- 산요 전기(특별 협찬)